# Bleptina obscura
Bleptina obscura är en fjärilsart som beskrevs av William Schaus 1913. Bleptina obscura ingår i släktet Bleptina och familjen nattflyn. Inga underarter finns listade i Catalogue of Life.